# Glasögonfulvetta
Glasögonfulvetta (Fulvetta ruficapilla) är en östasiatisk fågel som numera placeras i familjen papegojnäbbar inom ordningen tättingar.

## Utseende och läten
Glasögonfulvettan är en liten (10,5–11 cm) fulvetta med rostfärgad hjässa, kantad av en svart linje som går bak i nacken. Den sotfärgade tygeln kontrasterar med en ljus ögonring som gett arten sitt svenska namn. På huvudet syns även ett blekt men otydligt ögonbrynsstreck. Ovansidan är gråbrun, mot övergumpen rostfärgad, medan stjärten är brun. På vingen syns rostkantade vingtäckare och gråkantade handpennor vilket ger den en ljus vingpanel. Strupen är vitaktig med tunna streck, medan resten av undersidan vinfärgad med vitaktig bukmitt. Lätet har inte dokumenterats.

## Utbredning och systematik
Glasögonfulvetta delas upp i två underarter med följande utbredning:
- Fulvetta ruficapilla ruficapilla – centrala Kina (södra Gansu till södra Shaanxi och Sichuan)
- Fulvetta ruficapilla sordidior – södra Kina (västra Sichuan, Guizhou och norra Yunnan)

Tidigare behandlades laosfulvettan (F. danisi) som underart till glasögonfulvettan. Fåglar i södra Kina (Yunnan och Guizhou) tillhör förmodligen denna art, men har ännu inte jämförts med typexemplaret för danisi.

### Släktes- och familjetillhörighet
Tidigare behandlades fulvettorna som timalior och placerades i släktet Alcippe, men DNA-studier visar att arterna i Alcippe endast är avlägset släkt med varandra, så pass att de numera placeras i flera olika familjer. Fulvettorna är en del av en grupp i övrigt bestående av papegojnäbbarna, den amerikanska arten messmyg, de tidigare cistikolorna i Rhopophilus samt en handfull släkten som tidigare också ansågs vara timalior (Lioparus, Chrysomma, Moupinia och Myzornis). Denna grupp är i sin tur närmast släkt med sylvior i Sylviidae och har tidigare inkluderats i den familjen. Enligt sentida studier skilde sig dock de båda grupperna sig åt för hela cirka 19 miljoner år sedan, varför tongivande International Ornithological Congress (IOC) numera urskilt dem till en egen familj, Paradoxornithidae. Denna linje följs här.

## Levnadssätt
Glasögonfulvettan hittas i städsegrön ekskog i bergstrakter på mellan 1250 och 2500 meters höjd. Födan består av ryggradslösa djur, men även frön. Den ses enstaka eller i par, utanför häckningstid i större sällskap med upp till tio fåglar eller fler. Dess häckningsbiologi är okänd. Arten är stannfågel.

## Status
Internationella naturvårdsunionen IUCN kategoriserar arten som livskraftig. Den beskrivs som ovanlig till lokalt vanlig.

## Namn
Fulvetta är diminutiv av latinska fulvus, "gulbrun", det vill säga "den lilla gulbruna".